# 群贤堂
群贤堂，又称“文史楼”，位于华东师范大学中山北路校区，由大夏大学校长王伯群发起并建成于1930年，由辛丰记营造厂承建。
群贤堂为钢混框架结构三层，建筑面积3643平方米；入口门廊通高两层，以并列四根爱奥尼克柱支承。胡适、鲁迅、徐志摩等人曾于此发表演讲或授课。
中国抗日战争时期，群贤堂成为日军上海闸北集中营所在地，以关押外国侨民为主。